# Snowboardcross

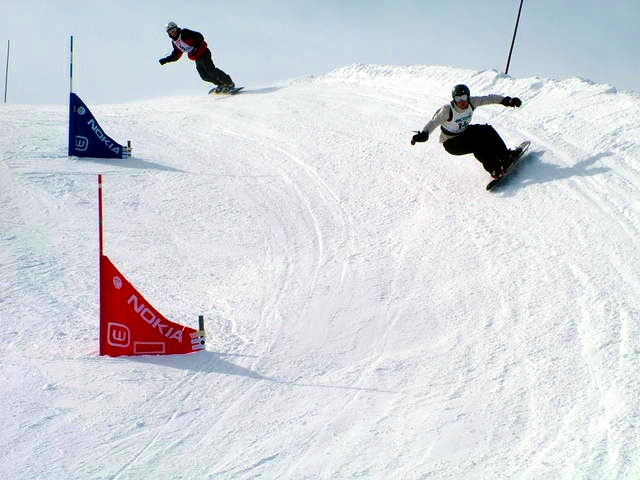
Twee snowboarders tijdens een snowboardcross

Snowboardcross, ook bekend als Boardercross, SBX en Snowboard X, is een vorm van alpine snowboarden waarbij vier tot zes boarders gelijktijdig tegen elkaar strijdend over een uitgezette baan met verschillende obstakels afdalen, met als doel als eerste de finishlijn te bereiken. Snowboardcross staat sinds de oprichting van de Winter X Games in 1997 op het programma van dit toernooi. Het is sinds de Olympische Winterspelen 2006 een olympisch onderdeel.
Een snowboardcrossparcours bestaat vaak uit bochten, schansen en hoogteverschillen, waarin de boarders zowel hun eigen board onder controle moeten houden als hun tegenstanders van zich af moeten schudden. Botsingen tussen de deelnemers zijn vanwege het wedstrijdverloop niet ongewoon. Zowel in de naam van de sport als in de helm die het hele gezicht bedekt en beschermt is de invloed van motorcross te herkennen.